# رودولفو هيرنانديز سواريز
رودولفو هيرنانديز سواريز (26 مارس 1945 – 2 سبتمبر 2024) هو مهندس مدني، رجل أعمال وسياسي كولومبي سبق له أن شغل منصب عمدة مدينةبوكارامانغا من 2016 حتى 2019، ترشح للأنتخابات الرئاسية 2022.